# Langsamfahrstreifen

Straße mit Langsamfahrstreifen im Querschnitt (Deutschland)

Als Langsamfahrstreifen oder in der Schweiz als Kriechspur wird ein zusätzlicher Fahrstreifen (Zusatzfahrstreifen) an langen und steilen Straßenabschnitten bezeichnet, der für langsam fahrende Fahrzeuge (meist Schwerverkehr) gedacht ist. Mit dessen Hilfe kann die Behinderung des Verkehrsflusses (Staubildung) durch langsam fahrende Fahrzeuge vermieden werden. Des Weiteren trägt er zur Erhöhung der Verkehrssicherheit bei, da sich die Zahl von Überholvorgängen wesentlich verringert. Um die Baukosten und die Eingriffe in die Landschaft gering zu halten, werden Langsamfahrstreifen nur an Steigungsabschnitten gebaut, die eine gewisse Länge besitzen und durch erhöhten Schwerverkehrsanteil auffallen. 
Der zusätzliche Fahrstreifen wird an dessen Beginn durch entsprechende Beschilderung angekündigt und mit einer Längsmarkierung abmarkiert. Am Ende des Langsamfahrstreifens ergibt sich eine Fahrbahnverengung, ebenfalls angekündigt durch Beschilderung.

## Situation in verschiedenen Ländern
In den meisten Ländern Europas wird bei einer Straßenlängsneigung von etwa 3 % die Einrichtung eines Langsamfahrstreifens in Betracht gezogen, in manchen stark alpin geprägten Ländern wird teilweise ein höherer Grenzwert diskutiert: Das bedeutet, dass erst bei einer stärkeren Längsneigung mit dem Bau von Langsamfahrstreifen begonnen werden soll.
In Deutschland herrscht die Meinung vor, dass aufgrund bekannter Probleme bei Bau und Betrieb von Autobahnen in Südwestdeutschland (vor allem auf der Schwäbischen Alb), Autobahnen mit über 3 % Steigung nur noch mit Langsamfahrstreifen gebaut werden sollten.
In Italien bereut man heute angeblich, dass die Strecke Bologna–Florenz der A1 im Bereich der Apenninüberquerung nicht über Langsamfahrstreifen verfügt. Bei später gebauten Autobahnen setzte man die Grenze meist bei Steigungen über 3 % an, so z. B. auf der Strecke Mailand–Genua (A7).
In Österreich wurde die Brenner Autobahn auf allen Steigungen von über 3 % mit Langsamfahrstreifen gebaut. 

317: «Kriechspur» (1963–1979, Schweiz)

In der Schweiz erhielten vergleichbare Strecken hingegen erst später eine Kriechspur. Die Definition der Art. 34 Abs. 7 der Signalisationsverordnung 1963 lautete: „Das Signal ‚Kriechspur‘ (317) zeigt an, dass die äusserste Spur rechts für langsame Fahrzeuge bestimmt ist.“ Seit der Revision 1979 gibt es kein eigenes Signal für Kriechspuren mehr, es wurde seither das Signal „2.31 Mindestgeschwindigkeit“ auf „4.77.1 Anzeige von Fahrstreifen mit Beschränkungen“ angebracht. Aus Verkehrssicherheitsgründen wird heute bei Steigungen am Scheitelpunkt einer Steigung der linke Fahrstreifen aufgehoben und die eigentliche Kriechspur wird zur Normalspur.